# Гарамон, Клод
Клод Гарамо́н (фр. Claude Garamond; около 1490, Париж — 1561) — парижский пуансонист, печатник, одна из важнейших фигур французского Ренессанса. Ученик печатников Антуана Ожеро и Симона де Колина (англ., ок. 1480—1546). Позже основал небольшую книгопечатню неподалёку от Сорбонны.

## Творчество
Впервые известность к Гарамону пришла в 1540-х годах, когда он вырезал Grecs du Roi — три греческих курсива для издания классиков, поддержанного королём. Позже Гарамон вырезал и другие шрифты, в том числе прямой. Его шрифты основаны в первую очередь на шрифтах Альда, но обладают достаточной оригинальностью. В курсивах Гарамона впервые появляются наклонные прописные, а также так называемые росчерки
Спустя 60 лет после смерти Гарамона пуансонист Жан Жаннон повторил его прямой шрифт, однако в формах, более близких к барокко, чем к Ренессансу. Именно этот шрифт, утерянный и забытый, был вновь найден в первой половине XIX века и ошибочно приписан Клоду Гарамону. Ошибка обнаружилась в 1927 году, однако за 5 лет до этого фирма Monotype уже выпустила новую версию шрифта Жаннона под названием Garamond Roman. Именно это стало причиной того, что в XX веке под одним названием было выпущено несколько шрифтов, восходящих не только к двум разным авторам, но и к двум разным эпохам.

## Современные шрифты
Роберт Брингхерст отмечает несколько современных версий, основанных на шрифтах именно Клода Гарамона, а не Жана Жаннона: Stempel Garamond (Stempel, 1924; Linotype), Granjon Джорджа Джонса (Linotype, 1928), Adobe Garamond Роберта Слимбаха (Adobe, 1989).